# کانر کلکته
کانر کلکته (انگلیسی: Connor Calcutt؛ زادهٔ ۱۰ اکتبر ۱۹۹۳) بازیکن فوتبال اهل بریتانیا است.
از باشگاه‌هایی که در آن بازی کرده‌است می‌توان به باشگاه فوتبال برکهمستد، باشگاه فوتبال استیونج، باشگاه فوتبال ویلدستون، و باشگاه فوتبال سنت آلبنز سیتی اشاره کرد.